# Neulußheim
Neulußheim – miejscowość i gmina w Niemczech, w kraju związkowym Badenia-Wirtembergia, w rejencji Karlsruhe, w regionie Rhein-Neckar, w powiecie Rhein-Neckar-Kreis, wchodzi w skład wspólnoty administracyjnej Hockenheim. Leży ok. 18 km na południowy zachód od Heidelbergu, przy drodze krajowej B36 i linii kolejowej Mannheim-Bazylea.
W mieście jest przystanek kolejowy Neulußheim.

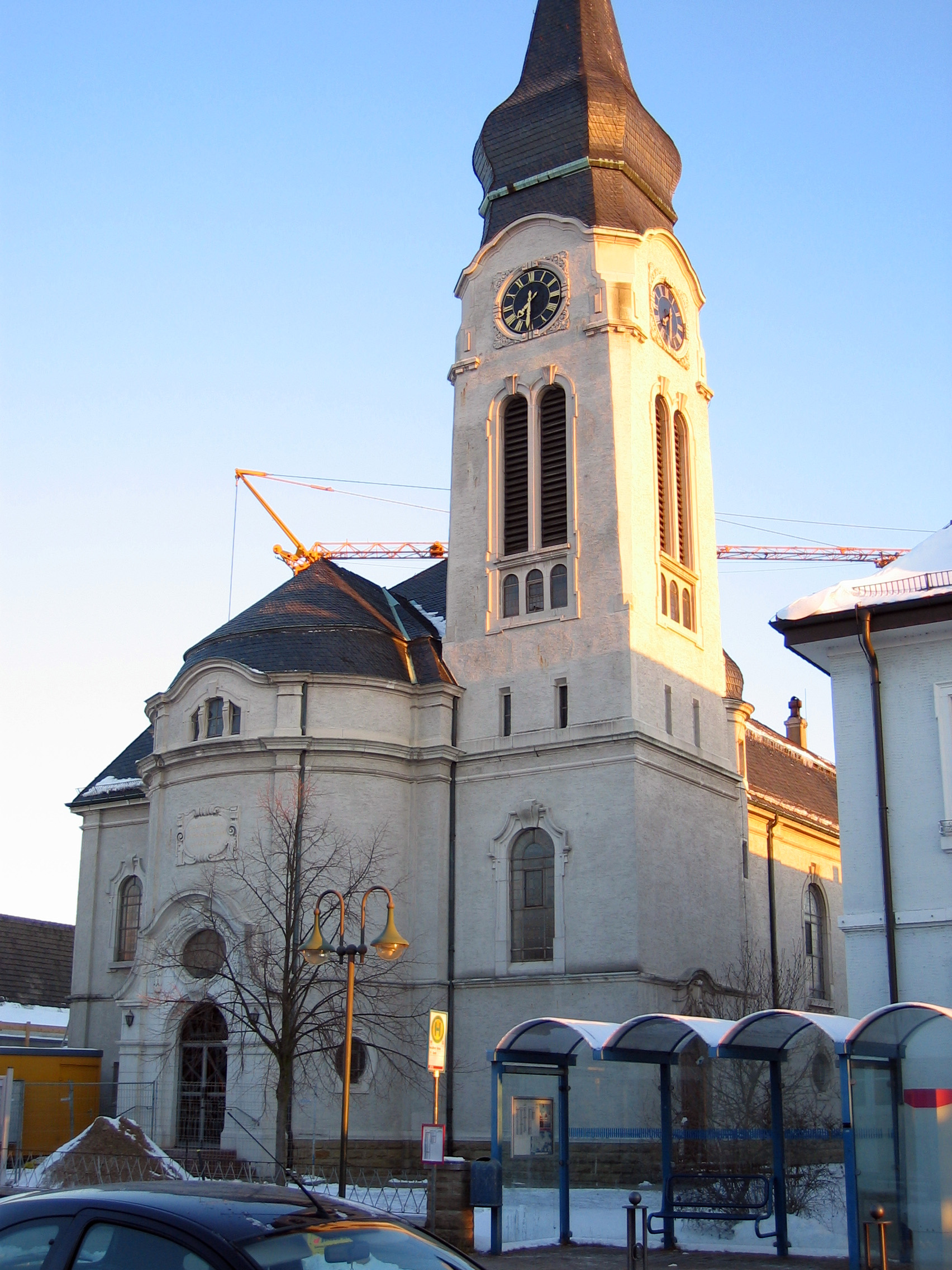
Kościół ewangelicki
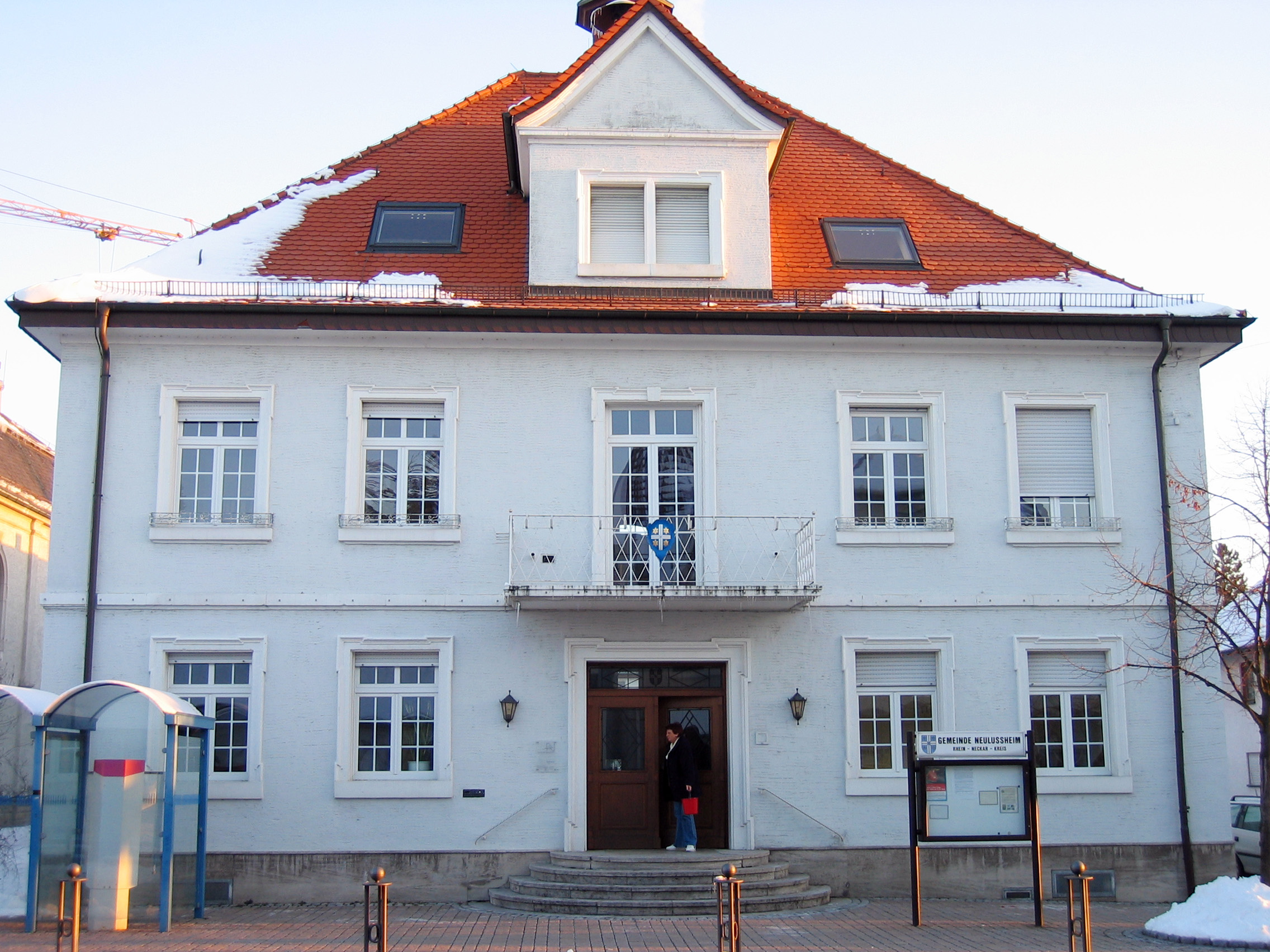
Ratusz
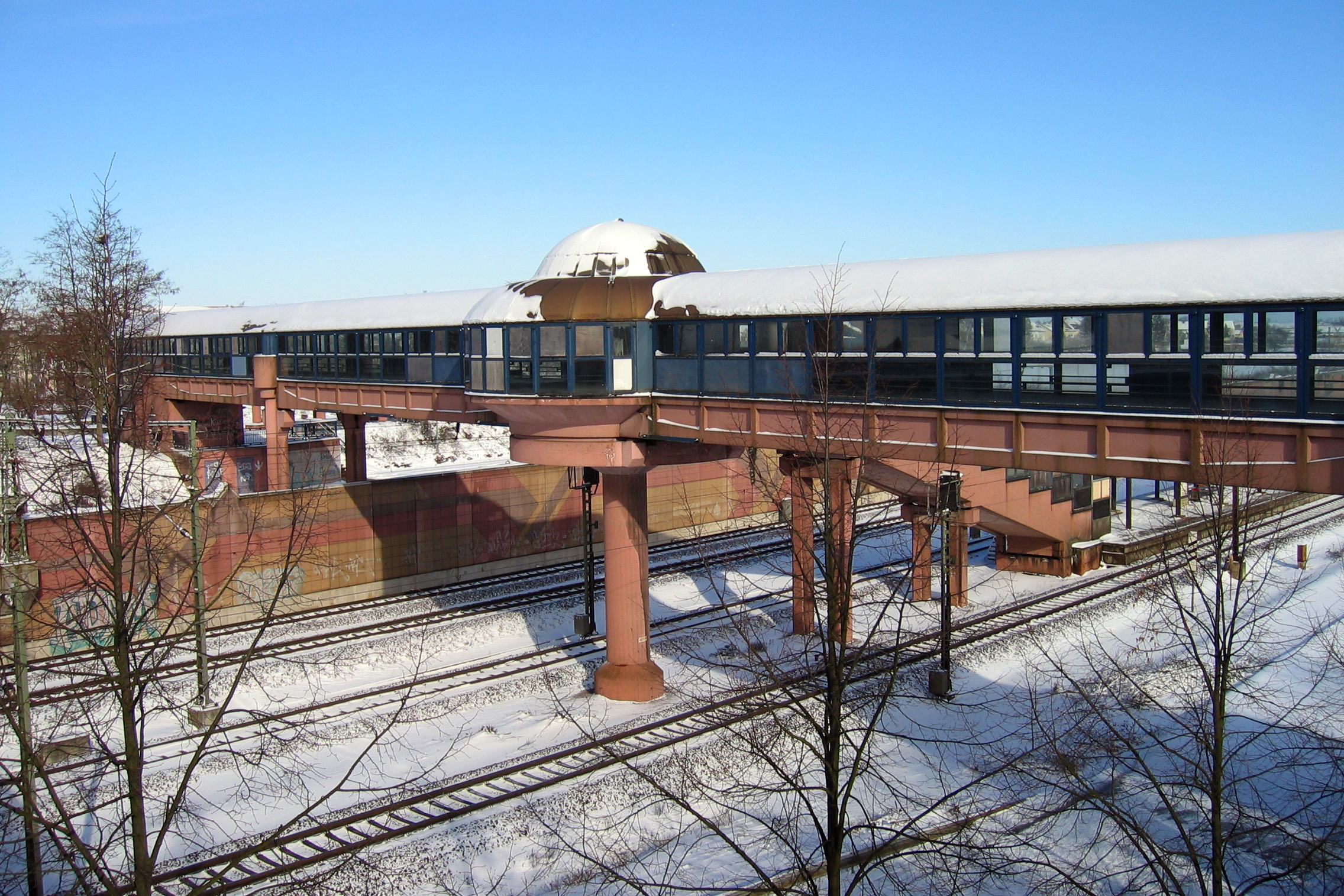
Stacja kolejowa